# Luna 8
Luna 8 (ryska: Луна-8) var en sovjetisk rymdsond i Lunaprogrammet. Rymdsonden sköt upp den 3 december 1965, med en Molnija-M 8K78M raket. Planen var att farkosten skulle landa på månen.
Under landningen utlöstes rymdsondens luftkuddar innan den hade separerat från landaren. En av luftkuddarna gick sönder och den utströmande luften gjorde att farkosten kom ur kurs. Landaren lyckades under en tid kompensera för störningen men inte tillräckligt länge för att slutföra landningen. Rymdsonden kraschade på månen den 6 december 1965.

### Fotnoter
1. 1 2  ”NASA Space Science Data Coordinated Archive” (på engelska). NASA. https://nssdc.gsfc.nasa.gov/nmc/spacecraft/display.action?id=1965-099A. Läst 25 mars 2020.